# 탄탈루스원숭이
탄탈루스원숭이(Chlorocebus tantalus)는 구세계원숭이에 속하는 버빗원숭이속 원숭이의 일종이다. 가나와 수단 그리고 케냐가 원산지이다. 원래는 그리벳원숭이 (Chlorocebus aethiops)의 아종으로 기록되었다. 현재 버빗원숭이속(Chlorocebus)의 모든 종들은 예전에 긴꼬리원숭이속(Cercopithecus)으로 분류되었다.
탄탈루스원숭이의 아종은 다음과 같다:
- Chlorocebus tantalus tantalus
- Chlorocebus tantalus budgetti
- Chlorocebus tantalus marrensis